# Camps Elisis (Lleida)

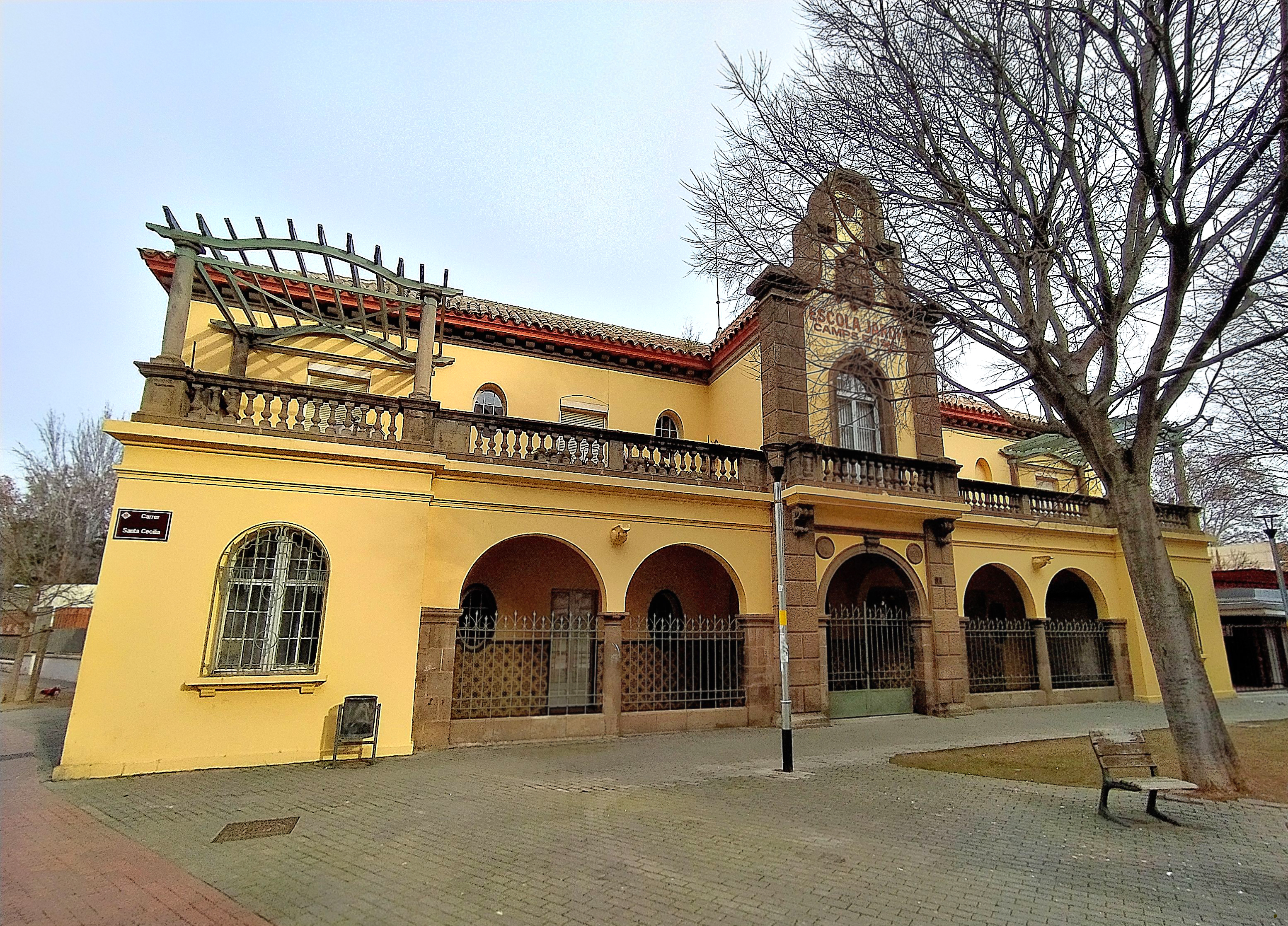
Escola dels Camps Elisis a Lleida

Els Camps Elisis és un parc urbà de la ciutat de Lleida, situat a Cappont, dividit en àrees de jardins d'estil francès i romàntic anglès, construïts sobre la base de terrenys boscosos. Conté el Palau de Vidre i la Font de la Sirena. Els Camps Elisis és una obra de Lleida inclosa a l'Inventari del Patrimoni Arquitectònic de Catalunya i el quiosc de música també està protegit com a bé cultural d'interès local.

## Descripció

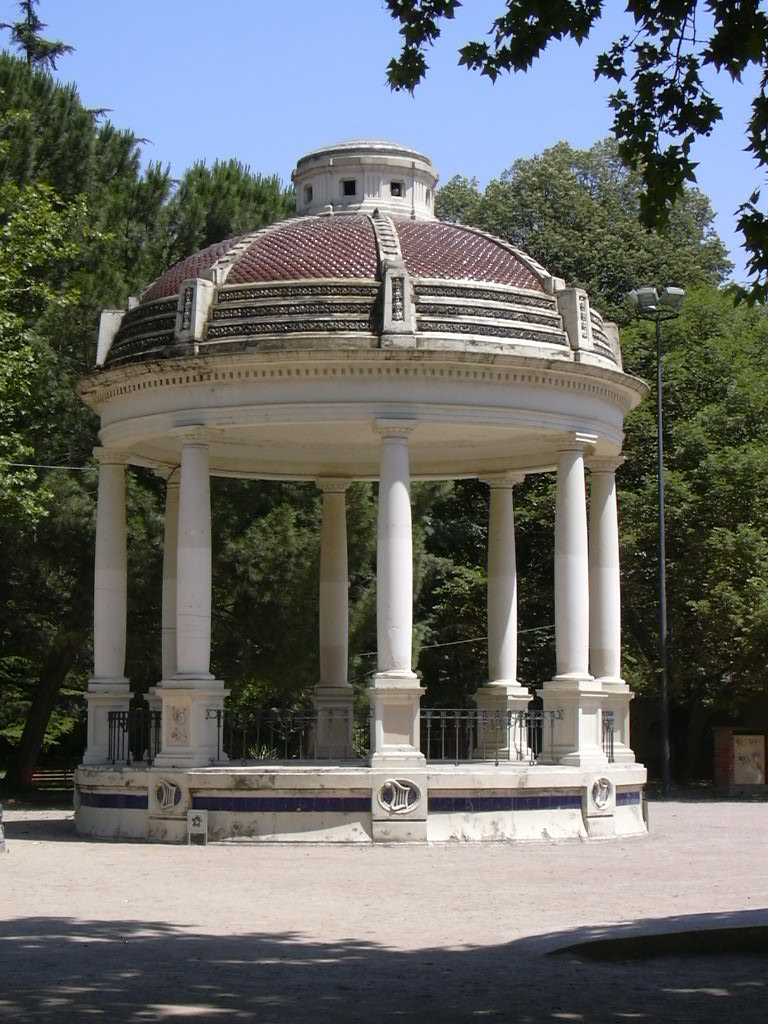
Quiosc de músics.

Es tracta d'un parc urbà tancat en els seus contorns amb una sèrie d'accessos. El respecte a les lleis de la geometria, la clara organització compositiva, l'espai amb els eixos i el tractament que rep l'arbre i la jardineria, posa aquest parc més a prop de les propostes de Versalles que del Romanticisme Anglès. Com acabament es presenta una font al final de l'eix longitudinal, encara que sense pretensions monumentals. Es tracta d'un conjunt inacabat en permanent procés de transformació. És amb les construccions modernistes que arriba a la màxima esplendor.

### Escola dels Camps Elisis
L'Escola dels Camps Elisis és un edifici noucentista aïllat d'Adolf Florensa construït el 1920. És una construcció compacta, amb planta rectangular, de planta baixa i pis i cos central singular. Façana amb composició simètrica de porxos amb arcades, terrat amb balustres i sortint, el cos central, de la direcció. Rematat d'elements neoclàssics i realitzat amb pedra artificial i arrebossat.

### Teatre dels Camps Elisis
El Teatre dels Camps Elisis és un edifici projectat el 1883, però construït el 1902. Nau aïllada de façana monumentalista, amb porxo d'entrada i frontó afegits amb relleus de cada costat de la façana. Gran nau coberta d'una estructura metàl·lica i amb pilars suportant les llotges de ferro colat. Parets de càrrega, ferro i cavalls de teulada. El projecte és del 1883. Al 1902 havia estat molt millorat. S'hi feien els mítings de les campanyes electorals. Després de la guerra es realitzà la reforma de la façana per part de l'arquitecte Mariano Gomà. En l'actualitat és un poliesportiu.

### Aquàrium
L'aquàrium és un edifici de Francesc Morera i Gatell dels anys 1910-1915. És un edifici modernista, aïllat en el parc, d'una sola planta, descompost amb dos volums que consten de cos principal i torrassa de plantes quadrades, cobertes respectivament a dues i quatre aigües, façana amb textura de maó vist emmarcant les obertures. Rajoles als ampits i potents barbacanes de fusta. Sòcol de pedra, murs de maó vist, cobertura de fusta i teula àrab, elements ceràmics decoratius. Fou rehabilitat l'any 2007 per l'arquitecte Albert Benet Ferran.

### Cafè-Teatre dels Camps Elisis
El Cafè Teatre dels Camps Elisis és un edifici de Porqueres-Morera del 1923-1926. Edifici noucentista aïllat, de planta basilical a dos nivells, baix i pis, compost per un basament de pilars i un cos superior reculat i tancat. Rep un tancament amb balustres com a coronació del basament i presenta ondulació exterior de pilars. Vitralls d'il·luminació al pis. Gran terrassa a la planta baixa, amb pilars i murs de càrrega amb pedra artificial.

### Templet de la Música
El Templet de la Música és una construcció de Francesc Morera i Gatell del 1926. Edificació singular aïllada a on toquen els músics. Cúpula semiesfèrica suportada per vuit pilars perimetrals disposats sobre un basament circular que cobreix un espai sense tancaments amb ceràmica vidriada al sòcol i teules, també vidriades, a la coberta.
L'aspecte original ha quedat deformat pels diferents tractaments de pintura que ha sofert. Al llibre d'actes de l'Ajuntament, s'hi fa referència a una reforma del templet el 1925 i es podria tractar de la seva configuració actual. L'atribució és problemàtica, si bé en aquest cas la sobrietat que mostra augmenta les possibilitats que sigui d'en Morera.

### Portes

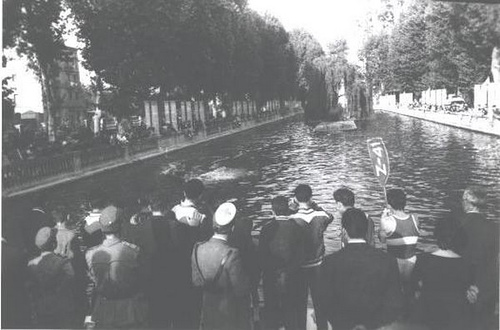
El desaparegut estany dels Camps Elisis.

El Parc dels Camps Elisis de Lleida es va inaugurar el 1864. La primera porta eren dues pilastres de tres metres d'alçada cadascuna, coronades per una panera de fruites i flors. Eren de pedra. Fetes el 1825 en temps del governador Andriani, havien constituït temps enrere l'entrada de la placeta de Ferran. El 1864, desapareguda aquesta placeta, l'Ajuntament les retorna a la vida, instal·lades com a porta d'entrada als Camps Elisis. Van estar-s'hi molts anys. Més de quaranta. Molt deteriorades amb el pas del temps, la riuada de l'any 1907 se les va acabar d'endur.
La porta que es va construir després era d'inspiració modernista. La formaven dues columnes construïdes amb un aglomerat de rajoles de colors vius i tons metàl·lics, de gran bellesa. La dissenyà el 1908 l'arquitecte municipal Francesc de Paula Morera i Gatell i va durar fins a l'any 1938.
La tercera porta, la que hi ha avui dia, amb una gran porta principal, vorejada per dues petites portes laterals, una a cada costat, és obra de l'arquitecte Lluís Domènech. És d'inspiració neoclàssica amb dues columnes de pedra unides per una gran reixa de ferro forjat presidida per l'escut de Lleida. Es va construir amb motiu de la primera gran exposició agrícola i ramadera de 1946, data en què també es va tancar aquest recinte. El conjunt de l'entrada principal es caracteritza per la monumentalitat que suposa l'àmplia escalinata, les balustrades i les rampes laterals. L'any 1907 i el 1982 el parc es va inundar a causa de les crescudes del riu Segre que va sobreeixir de la llera i va provocar una inundació als terrenys propers, els camps i bona part de la ciutat. En un dels laterals de l'escalinata, s'hi pot veure la placa que indica fins a on van arribar les aigües en la riuada de 1907.

## Antecedents
S'hi preveia la construcció d'una casa rústica pròpia per a cafè o fonda. Construcció senzilla de fusta, format tres arcades que sostenien el sostre. Al 1902, s'enderroca pel seu precari estat per construir-ne un de nou. Al 1923 s'aprovà el projecte de cafè-xalet i se n'acaba la construcció al 1926.

## Història
L'any 1860, uns quants lleidatans, encapçalats pel Batlle Manuel Fuster, decidiren fer aquests jardins per a la ciutat. Tres passejos d'arbres (plàtans, magnòlies i oms) n'eren el primer disseny. Les flors es plantaren primerament en bancals, com les verdures a l'horta.
Les grans exposicions agrícoles i ramaderes del 1921 i 1928, i la primera de la postguerra de 1946 transformaren el parc. La Fira de Sant Miquel que, des del segle xiii i fins al segle xix, havia estat anual a la ciutat, tornà a celebrar-s'hi a partir de 1954.

## Festes i festivals
Cada any se celebren festes als Camps Elisis, algunes d'elles tan emblemàtiques com: 
- Aplec del Caragol
- Fira Agrària de Sant Miquel
- Fira d'Abril
- Cucalòcum: parc de la infància i la joventut de Lleida.
- Festinoval: Festival d'Artistes Emergents dels Països Catalans.